# Société des mines et fonderies de Pontgibaud
La  Société anonyme des mines et fonderies de Pontgibaud est une société métallurgique française, créée en 1847. Elle fusionne par la suite avec les Fonderies et Laminoirs de Couëron.

## Mines
La zone des mines s'étend sur environ 10 km nord-sud parallèlement au cours de la Sioule de part et d'autre de Pontgibaud. Les veines de galène d'argent sont enchâssées dans la roche gneissique. Les minerais sont enfermés dans des migmatites de la base des Combrailles.
Les mines auraient été exploités par les Romains.. Le plomb extrait à l'époque romaine aurait pu être utilisé pour recouvrir le toit du temple de Mercure au sommet du puy de Dôme.
Des documents dès le VIIIe siècle attestent de l'exploitation des mines.
En 1554 le seigneur de Pontgibaud agrandit la zone minière pour s'étendre jusqu'au Roure, les Rosiers, Barbecot et les Combres.
Un membre de la famille Moré, mousquetaire du Roi, achète le domaine de Pontgibaud en 1756, comprenant un ancien donjon et un château plus moderne construit à l'époque de Louis XIII (1601-1643). Il fut nommé comte de Pontgibaud, prenant le nom de « Moré de Pontgibaud ».. Entre 1828 et 1830, le comte Moré de Pontgibaud obtient des concessions pour ouvrir des mines à proximité de son château. Les mines ont connu du succès et ont rapidement employé 200 mineurs sous terre et 600 travailleurs en surface.

## Sources
- Jean Lambert Dansette, « Histoire de l'entreprise et des chefs d'entreprise en France » (2003)

## Liens
- symogih.org
- patronsdefrance
- Notices d'autorité :   - VIAF
  - BnF (données)

1. ↑  Pressearchiv 20. Jahrhundert (organisation), [lire en ligne], consulté le 27 juillet 2021.
2. ↑  AUV0098 : District minier de Pontgibaud..., p. 2.
3. ↑  Sabourault et al. 2016, p. 1.
4. ↑  La Mine des Rosiers ... Club Minéralogique, p. 1.
5. 1 2  Kiernan 2016, p. 1.
6. ↑  Voilhes 2012, p. 3.
7. ↑  Château-Dauphin Pontgibaud – La Passion.